# Руслан и Людмила: Перезагрузка
«Руслан и Людмила: Перезагрузка» (укр. Викрадена принцеса: Руслан і Людмила, англ. The Stolen Princess) — украинский полнометражный трёхмерный мультфильм в жанре фэнтези по мотивам сказки А. С. Пушкина. Картина стала дебютной работой режиссёра Олега Маламужа.
Сюжет мультфильма разворачивается вокруг странствующего артиста Руслана, который спасает похищенную злым волшебником Черномором княжну Людмилу.
Мультфильм вышел в российский прокат 1 августа 2019 года.

## В ролях
На украинском языке роли озвучивали:
| Актёр                            | Роль                      |
| -------------------------------- | ------------------------- |
| Алексей Завгородний              | Руслан                    |
| Надя Дорофеева                   | Людмила / Мила            |
| Евгений Малуха                   | Черномор                  |
| Сергей Притула                   | Нестор Летописец          |
| Юрий Горбунов                    | Кот Учёный                |
| Олег «Фагот» Михайлюта           | Волшебник Финн            |
| Николай Боклан                   | Владимир, князь Киевский  |
| Пупси Кира                       | Киевляночка Олеся         |
| Дмитрий Монатик                  | Голова                    |
| Аревик Арзуманова                | Сфера                     |
| Александр Усик, Василий Вирастюк | Троещинские бандиты       |
| Олег Волощенко, Роман Луцкий     | Охранники                 |
| Евгений Гашенко                  | Фарлаф                    |
| Егор Крутоголов                  | Рогдай                    |
| Александр Бережок                | Ратмир                    |
| Маша Ефросинина                  | Наина                     |
| неизвестно                       | Синичка Юлька Межигорская |
| Александр Погребняк              | Хомяк Винницкий           |

### Русский дубляж
- Вероника Саркисова — Людмила / Мила
- Михаил Тихонов — Руслан
- Дмитрий Филимонов — Черномор
- Антон Колесников — Нестор
- Алексей Сигаев — Кот Учёный
- Антон Савенков — Финн
- Владимир Антоник — Князь Владимир
- Татьяна Абрамова — Наина
- Артём Маликов — Рогдай
- Илья Сланевский — Фарлаф
- Иван Жарков — Ратмир
- Олег Куценко — Голова
- Антон Юрьев — бандит Зуб
- Ольга Шорохова — девочка
- Михаил Белякович — Хмыря

Режиссёр дубляжа — Михаил Тихонов.

## Сюжет
По прихоти судьбы странствующий артист Руслан знакомится с княжеской дочерью Людмилой. Они влюбляются друг в друга, однако их счастье продолжается недолго. Коварный колдун Черномор похищает Людмилу при помощи чёрной магии. В назначенное время он принесёт девушку в жертву языческим богам, чтобы продлить собственные бессмертие и могущество.

## Бюджет
Фильм софинансировался Госкино Украины: часть Госкино — 19,5 млн ₴ (общая стоимость производства фильма — 95,2 млн ₴).

## Производство
30 января 2013 года продюсер Егор Олесов сообщил о разработке проекта «Руслан и Людмила» по одноимённой поэме-сказке Александра Пушкина. В сентябре 2013 года пресс-служба компании FILM.UA Group заявила о начале производства фильма, а позднее были представлены главные герои и синопсис «Руслана и Людмилы», а сама лента была заявлена в 2D анимации, но со временем концепция изменилась, и было принято решение создавать 3D-анимационный фильм.
Для создания характеров персонажей были привлечены голливудские консультанты. Как сообщили авторы мультфильма «Руслан и Людмила», он создавался на английском языке, дублировался украинским озвучиванием. По словам Егора Олесова, для английского озвучивания должны были привлечь голливудских звёзд, а на Украине ленту будут дублировать украинские популярные актёры.. Для международного рынка фильм получил название «Украденная принцесса» (англ. The Stolen Princess).
В декабре 2015 года была завершена работа над сценарием и историей персонажей, проведены работы над анимацией утверждённых сцен.

## Выпуск

### Международный прокат
Мультфильм «Украденная принцесса» стал первым проектом линейки кинотеатральных анимационных премьер студии Animagrad, среди которых также «Мавка: Лесная песня» (2018) и «Роксолана и Сулейман» (2021). По словам директора компании, Animagrad планирует ежегодно выпускать по одной полнометражной анимационной ленте — как в локальный украинский, так и в международный прокат.
В феврале 2015 года на Европейском кинорынке Берлинского международного кинофестиваля права на прокат фильма были проданы в Израиль и Южную Корею, в мае 2016 года на кинорынке Каннского кинофестиваля Marché du Film — во Францию, франкоязычные территории, а также в Болгарию, Иран и Польшу. 10 декабря 2016 года издание «The Hollywood Reporter» сообщило, что фильм после презентации месяцем раньше на Американском кинорынке был продан в Китай, Германию, Австрию, Швейцарию, Литву, Латвию, Эстонию, в государства Северной Африки и Ближнего Востока. Также было объявлено, что продолжается продажа в некоторые другие страны.
С 13 по 16 марта 2017 года прошёл ежегодный рынок кино- и телеконтента FILMART, на стенде FILM.UA Group были представлены проекты анимационной студии Animagrad, в том числе «Украденная принцесса». В предпоследний день рынка впервые состоялся скрининг сцен фильма, приглашение на премьеру оказалось на обложке издания The Hollywood Reporter, а сам скрининг прошёл успешно и получил положительный отклик от участников рынка. В начале апреля в Каннах состоялся MIPTV (Marché International des Programmes de Télévision), на стенде украинской делегации был представлен и мультфильм «Украденная принцесса». 19 и 23 мая 2017 на кинорынке Marché du Film в рамках 70-го Каннского кинофестиваля прошли рыночные скрининги мультфильма «Украденная принцесса», в результате которых проект получил множество положительных отзывов и начались переговоры относительно продажи прав на показ мультфильма в новых странах.
Всего по состоянию на 2017 год права на кинопрокат анимационного фильма «Украденная принцесса» предварительно были проданы более чем в 20 стран по всему миру.
Студия Animagrad сообщила о завершении всех необходимых проверок для проката в Китае полнометражной анимации «Украденная принцесса: Руслан и Людмила». Все госразрешения локальным дистрибьютерам Golden-Spread в партнёрстве с HUAXIA выданы, и в первую неделю проката с 18 января 2019 года картину покажут в 4500 кинозалах.

### Прокат на Украине
В конце декабря 2016 года было сообщено, что лента изменила название с «Руслан и Людмила» на «Украденная принцесса» и для украинского проката, «чтобы связь с творчеством культового русского писателя не сразу бросалась в глаза» (до этого в феврале 2016 года продюсеры ленты уже сообщали, что для международного проката они собираются использовать название «Украденная принцесса», а не «Руслан и Людмила»). В октябре 2017 года стало известно, что продюсеры фильма снова изменили название фильма для украинского проката на «Украденную принцессу: Руслан и Людмила». Также стала известна дата выхода фильма в украинский прокат — 7 марта 2018 года.
15 декабря 2015 года в рамках зимнего кинорынка Одесского международного кинофестиваля «Новый канал» приобрёл права на телевизионный показ ленты. Согласно договору, телепремьера фильма должна состояться через полгода после выхода его в прокат.

### Прокат в РФ
Показ мультфильма в России осуществлялся с 1 по 14 августа 2019 года.
Для российского проката было адаптировано содержание киноленты: в частности, в русском дубляже главная героиня — дочь не киевского князя а царя, а упоминания про Киевскую Русь и Киев отсутствуют. В рекламной кампании никак не упоминалось о стране-производителе. Всех персонажей в русской версии озвучивают профессиональные актёры дубляжа.
12 августа мультфильм досрочно сняли с показа в Крыму по требованию украинского правообладателя.

## Саундтрек
Главную песню мультфильма под название «К звёздам» (укр. «До зірок») исполнила группа «Время и Стекло». 14 февраля был представлен клип на эту песню. Автором украинского текста песни является Александра Рубан, аранжировку к композиции создал клавишник группы «Океан Ельзи» Милош Елич, а инструментальную часть исполнили музыканты оркестра «Виртуозы Киева».
| №  | Название   | Текст песни      | Музыка                  | Исполнитель    | Длительность |
| -- | ---------- | ---------------- | ----------------------- | -------------- | ------------ |
| 1. | «До зірок» | Александра Рубан | Рафаэл Лейк, Аарон Леви | Время и Стекло | 3:13         |

Финальную песню к мультфильму исполнила Джамала.

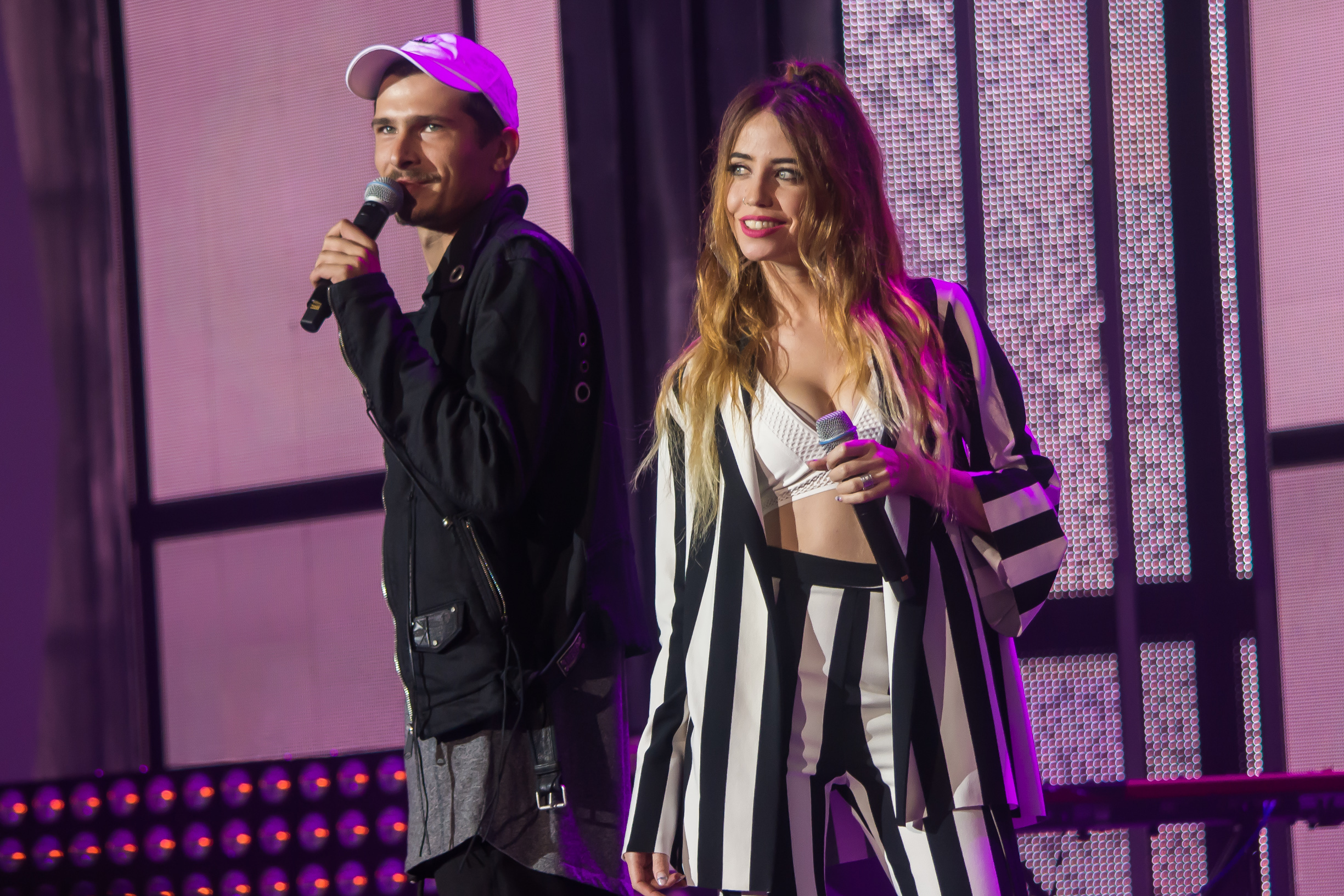
Время и Стекло
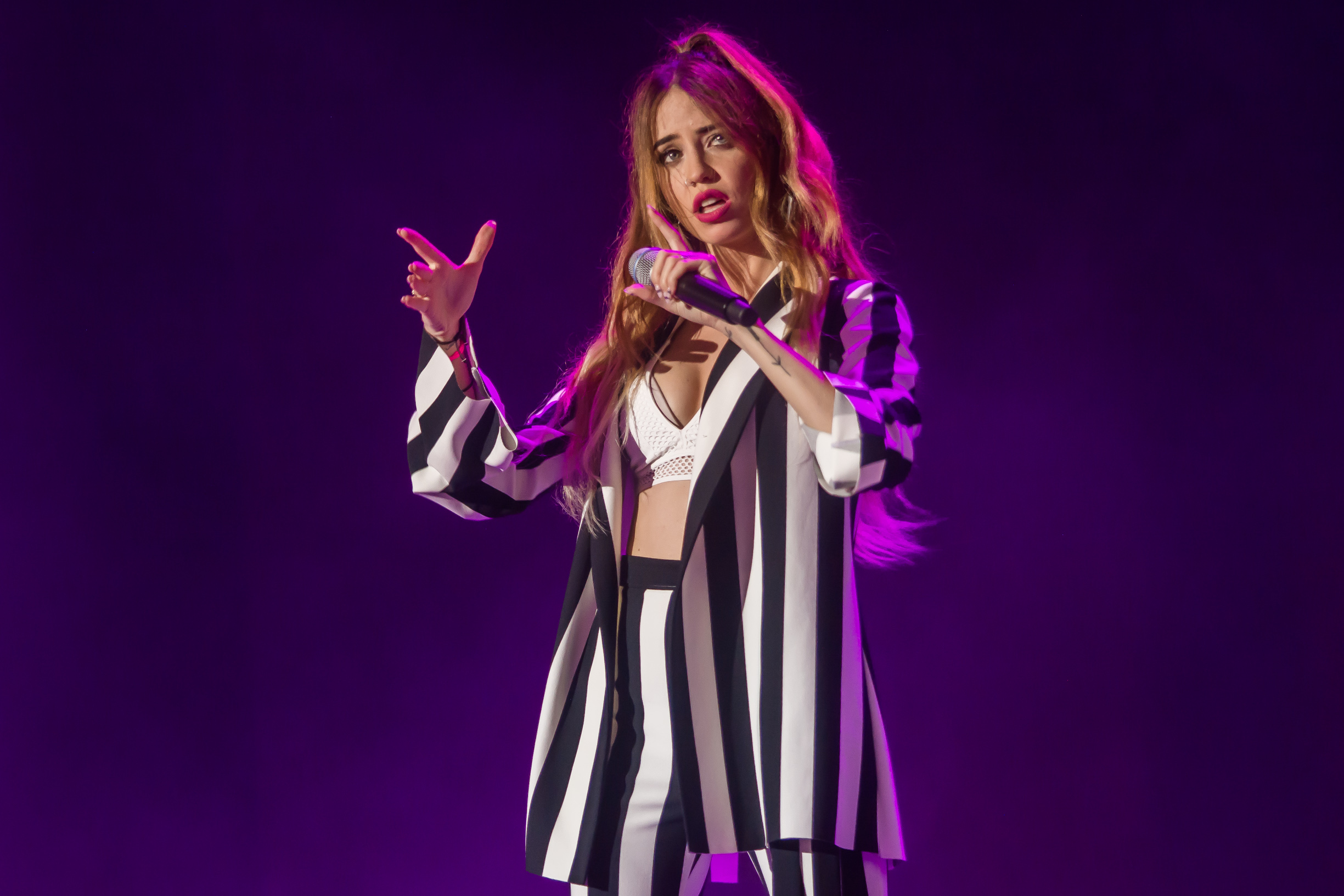
Надя Дорофеева
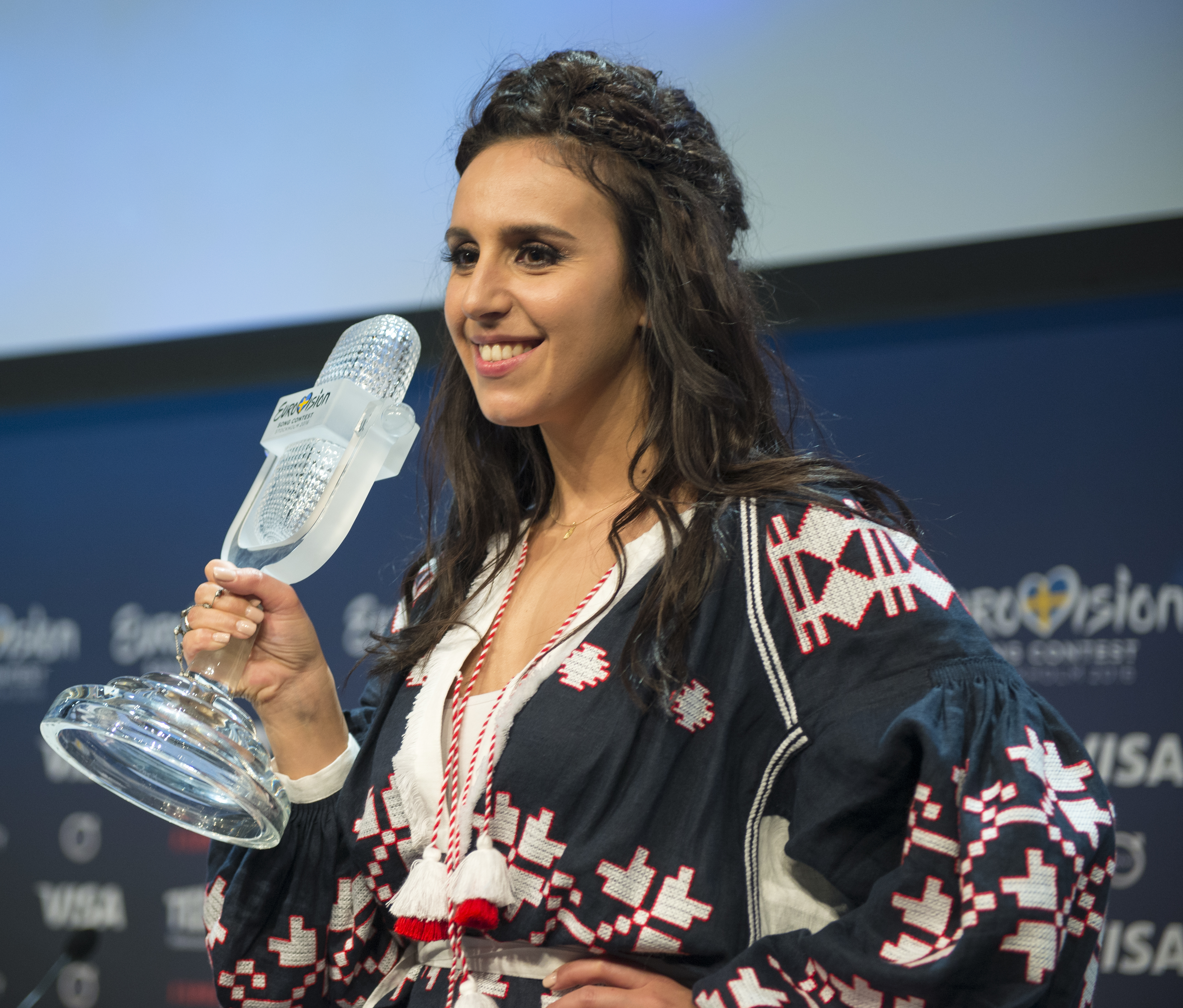
Джамала
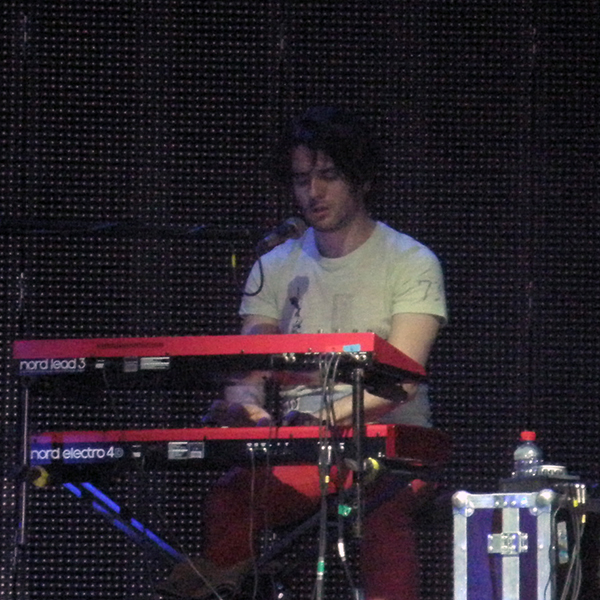
Милош Елич

## Кассовые сборы
За первые выходные апреля 2018 года лента собрала на Украине 21 миллион гривен ($ 0,8 млн).

## Отзывы
Мультфильм получил смешанные отзывы. Обозреватели отметили отсутствие как русского, так и украинского колорита, копирование голливудских образцов, а также неуместную привязку к современным реалиям и отсутствие харизмы у отдельных персонажей. С другой стороны, рецензенты отметили высокий уровень анимации. По поводу качества шуток и интересности мультфильма для взрослой и детской аудиторий мнения критиков разделились.